# ヴァルトピーナ
ヴァルトピーナ（伊: Valtopina）は、イタリア共和国ウンブリア州ペルージャ県にある、人口約1,300人の基礎自治体（コムーネ）。

## 地理

### 位置・広がり

#### 隣接コムーネ
隣接するコムーネは以下の通り。
- アッシージ
- フォリーニョ
- ノチェーラ・ウンブラ
- スペッロ

### 気候分類・地震分類
ヴァルトピーナにおけるイタリアの気候分類 (it) および度日は、zona E, 2162 GGである。
また、イタリアの地震リスク階級 (it) では、zona 2 (sismicità media) に分類される。

## 行政

### 分離集落
ヴァルトピーナには、以下の分離集落（フラツィオーネ）がある。
- Balciano, Capranica, Casatommaso, Collebudino, Franchillo, Fondia, Gallano, Giove, Pasano, Poggio, Ponte Rio, Santa Cristina, Sasso,Vallemare, Collesilvo, Marcofrate , Casa Fabbri